# Trichomanes guidoi
Trichomanes guidoi là một loài thực vật có mạch trong họ Hymenophyllaceae. Loài này được P.G. Windisch miêu tả khoa học đầu tiên năm 1983.